# Hermann Leins
Hermann Leins (* 25. Mai 1899 in Stuttgart; † 18. Juli 1977 in Reutlingen) war ein deutscher Buchhändler und Verleger.

## Leben und Wirken
Nach dem Abitur 1919 erhielt Hermann Leins, der Sohn des Stuttgarter Altphilologen Johannes Leins (1858–1904), eine Ausbildung zum Verlagsbuchhändler im Mohr Siebeck Verlag, bei Osiander in Tübingen, Gustav Fischer in Jena sowie bei Brandstetter in Leipzig.
Hermann Leins verlegte gemeinsam mit Elisabeth Witzel im Tübinger Verlag Rainer Wunderlich, der 1913 in Bremen gegründet worden war. Im Jahr 1926 erschien „Inner Etters“, eine Auswahl der Erzählungen von Hermann Kurz mit einer Einleitung seiner Tochter Isolde Kurz und  im Jahr 1931 ihr Bestseller „Vanadis. Der Schicksalsweg einer Frau“. Ab 1933 verlegte er einen Großteil der Werke Gertrud Bäumers, 1934 den Briefroman „Das Herz ist wach“ seiner späteren Schwiegermutter Gertrud von Sanden, im Jahr 1937 den ersten Roman des Reformpädagogen und Schriftstellers Hans Löscher und im Jahr 1938 den Bestseller „Perdita“ seiner späteren Ehefrau Isabel Hamer.
Leins weigerte sich, der NSDAP beizutreten und erhielt ab 1944 Publikationsverbot.
1945 durfte Hermann Leins als erster Verleger in der Französischen Besatzungszone mit einer Verlagslizenz wieder wirken. Thematisch kamen Werke zur Soziologie, Zeitgeschichte und Theologie hinzu. Neue Autoren wurden Theodor Heuss, Elly Heuss-Knapp, Reinhold Maier, Toni Stolper, Kurt Georg Kiesinger und Hans Blickensdörfer.
Seit 1945 verwaltete Hermann Leins die Deutsche Verlags-Anstalt, die J. B. Metzler’sche Verlagsbuchhandlung und den Verlag Carl Ernst Poeschel treuhänderisch. Seit 1965 war er alleiniger Inhaber der beiden letztgenannten Verlagshäuser.
Hermann Leins trat als Herausgeber hervor, zum Beispiel mit einem Sammelband über Äußerungen zu Gustav Mahler.
Die Buchgrafiker Karl Keidel, Ernst Schneider und Walter Brudi gestalteten die Verlagsprodukte.
Hermann Leins und Isabel Hamer heirateten 1939. Das Ehepaar lebte in Reutlingen und hatte zwei Töchter: Dorothea (* 1940) und Editha (1942–2025).

## Ehrungen
- 1963: Doktor rer. pol. (rerum politicarum – Doktor der Staats- und Wirtschaftswissenschaften) h. c. der Universität zu Köln
- 1966: Professor ehrenhalber in Baden-Württemberg